# Castell de Tamarit
El castell de Tamarit està situat sobre un promontori a la vora de la mar Mediterrània, entre la platja de Tamarit i la cala Jovera, al terme municipal de Tarragona. Les seves muralles envolten la vila closa de Tamarit, que es confon amb l'arquitectura del propi castell. El conjunt de vila closa i castell barreja els estils romànic, gòtic i renaixentista, i les intervencions efectuades a partir de 1916 pel seu nou propietari Charles Deering, assessorat pel seu amic el pintor Ramon Casas, contribuïren a uniformitzar les diferents edificacions. Actualment és propietat de la societat immobiliària Betren que el lloga per a celebrar esdeveniments privats com concerts o casaments.
L'antic nucli medieval de Tamarit, municipi independent fins a mitjan segle xx, es dividia en dos sectors: la «vila fora muralles», de la qual es conserven restes arqueològiques —entre les quals, les d'una drassana (el port de Tamarit fou durant l'edat mitjana un dels deu principals de Catalunya; des d'ell sortiren vaixells per a la Conquesta de Mallorca)—; i la «vila closa», de la qual es conserven diverses cases senyorials, anomenades «del castlà», una abadia dependent de l'Arquebisbat de Tarragona i l'església romànica de l'Assumpció de la Mare de Déu. La muralla s'obria per quatre portes, de les quals se'n conserven dues: la de la Mora i la de la Creu.

## Història
Al segle xi Tamarit era la castlania més meridional del comtat de Barcelona. Tamarit fou ocupat per Bernat Sendred de Gurb que el 1049 vengué la castellania a Ramon Berenguer I. No se sap si fou reconstruït per Bernat Sendred sobre una edificació anterior o fou bastit totalment nou però el castrum el posseïa per aprisió. Des de Tamarit es desenvolupava una gran activitat comercial. Fou un dels pocs ports de la costa catalana que posseïa el dret de cobrar l'impost de la lleuda. Sembla probable que Sunyer no se'n sortís a l'hora de complir amb el que havia jurat al comte i la seva figura s'esvaneix. En aquell moment, la fortalesa de Tamarit afrontava a nord amb el terme del castell d'Ullastrell, a l'est amb el terme de Berà, al sud amb el mar i a l'oest amb Tarragona.
Pensant en la conquesta de Tarragona, que encara trigaria, el comte, havent recuperat tots els drets sobre el castell de Tamarit, l'infeudà a Bernat Amat de Claramunt, junt amb el títol de vescomte de Tarragona, el dia 30 de març de 1060. El 28 d'agost de 1108, el comte Ramon Berenguer III i Bernat Amat de Claramunt, net de l'anterior, signen un acord en què el primer, en canvi de fidelitat, dona al segon i a la seva esposa Almodis de Barcelona, l'honor que el seu pare, Deodat I de Claramunt, tenia en feu per Ramon Berenguer I, llevat de les dominicatures. Això no obstant, Bernat Amat de Claramunt perdé la condició de castlà de Tamarit en no complir amb el servei de guàrdia que devia prestar. El comte encomanà Tamarit al seu fidel Fortuny i esposa Beatriu, que havia estat casada en primeres núpcies amb Deodat Bernat de Claramunt amb qui tingué un fill que nomia Deodat. És a dir, que la nissaga Claramunt tornà aviat a Tamarit.
El 3 d'agost de 1129, Deodat subscrigué un jurament sacramental a Ramon Berenguer III i al seu fill Ramon (Ramon Berenguer IV), renovant la fidelitat pel castell de Tamarit prometent no vetar l'entrada, l'estada ni la sortida del comte al castell. L'any 1134, Deodat subinfeudà els castells de Montoliu i de Tamarit a Ramon Pere, fill de Pere Mir de Banyeres, qui es responsabilitzava de la guàrdia del castell i tenia permís d'estada en la torre, en absència de Deodat. En aquell moment, el castlà del castell era Ponç Guerau.
Al llarg del segle xiii, el castell continuà pertanyent als Claramunt. Guillem de Claramunt participà en la conquesta de Mallorca on morí l'any 1230, víctima de la Pesta. Els seus fills, Guillema i Ponç es disputaren l'herència en un plet que arbitrà Ramon de Penyafort l'any 1251 i que es resolgué a favor de la filla Guillema. Els castlans del castell en aquest moment s'anomenen Tamarit, senyors de Peralta i branca de la família Montoliu. El 1291, Guillema de Claramunt havia heretat el castell de son pare, i, per altra banda, el rep com a aportació del dot en casar-se amb l'infant Pere, fill de Pere II, que posseïa la propietat eminent del castell per la seva condició de membre de la reialesa.

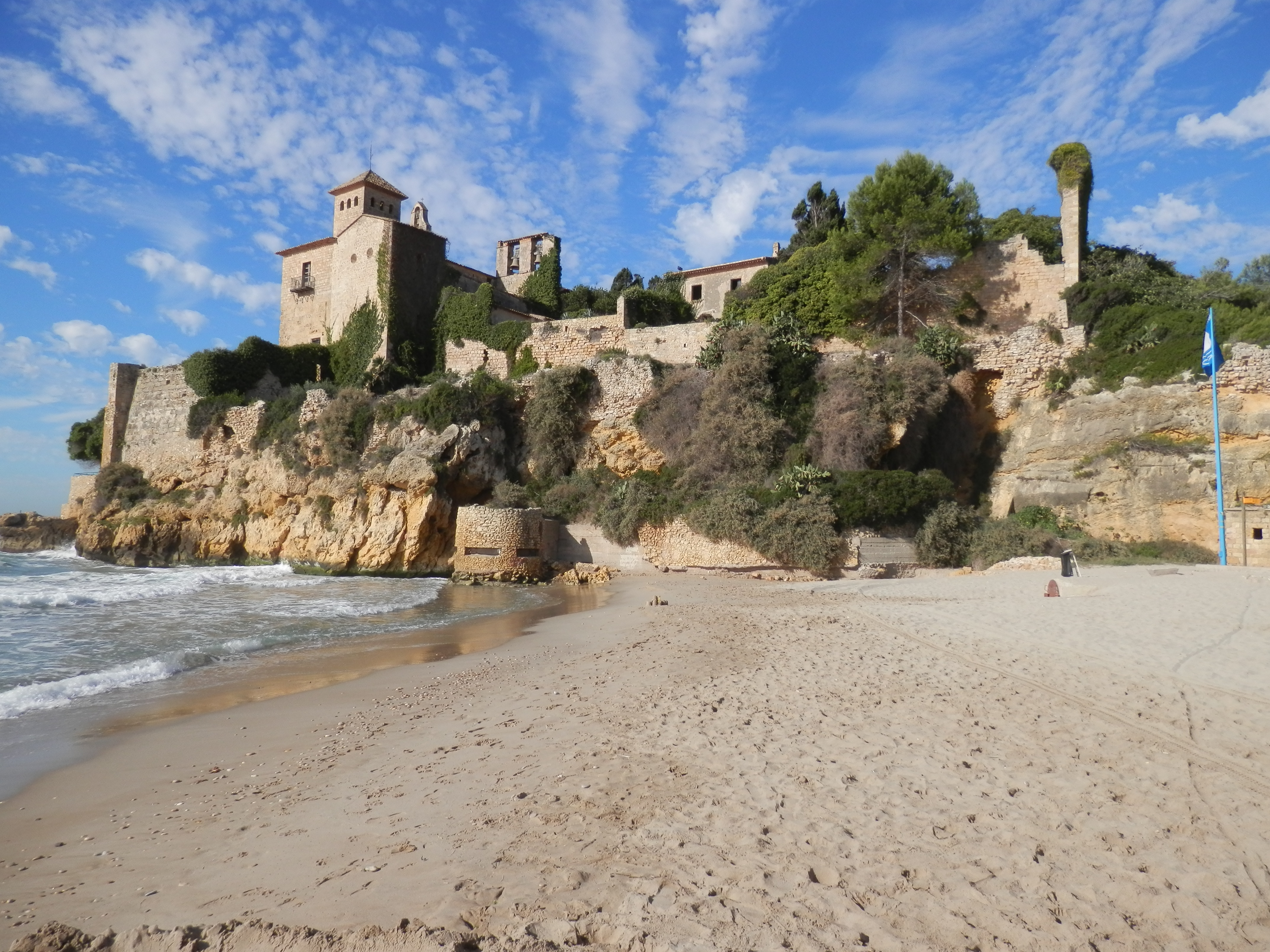
Castell de Tamarit amb un búnquer del Front de Mar, construït durant la Guerra Civil espanyola

A mitjan segle xiv el domini dels castells de Tamarit i Montoliu passà al baró Francesc de Vallgornera qui els vengué a l'arquebisbe de Tarragona Arnald Sescomes. En el fogatjament del 1365-1370, Tamarit, té 80 «fochs», quantitat alta després d'haver patit la Pesta Negra. S'atribueix a la important activitat econòmica del port. L'any 1363, el rei Pere III de Catalunya-Aragó ordenà emmurallar Tamarit degut a la guerra amb el rei de Castella. El 1382 el castlà era Guillem d'Argentona.
Al segle xv, durant la guerra civil de Joan II de Castella contra la Diputació del General de Catalunya, les tropes joanistes ocuparen Tamarit que serví de base per l'atac a Tarragona. Del 1470 al 1475 fou ocupat per les tropes navarreses del mercenari Joan d'Armendaris qui lliurà el castell a canvi d'una gran quantitat de diners que la ciutat i els pobles del Camp hagueren de pagar. Tamarit, port important de l'edat mitjana, rebé atacs continuats dels sarraïns durant els segles xv i xvi que eliminaren el tràfic mercantil que passà a Tarragona. A partir de 1681 la mitra tarragonina compartí la jurisdicció amb els Montserrat i llurs descendents fins al segle xix. Francesc de Montserrat rebé el títol de marquès de Tamarit, concedit pel rei Carles II i va ser governador de Tarragona, i senyor de Montoliu i de la baronia d'Altafulla. L'entollament de les aigües de pluja i del riu Gaià generà paludisme i el poble de Tamarit es va anar abandonant al llarg del segle xix.
L'any 1916, l'arquebisbe de Tarragona va vendre l'indret al magnat nord-americà Charles Deering, que en va fer una restauració de caràcter romàntic a càrrec de Ramon Casas i Joan Ruiz. S'hi conserven elements romànics i gòtics. Actualment és propietat de la societat immobiliària Betren que l'utilitza per a celebrar esdeveniments com concerts o casaments.

## Arquitectura
Dins el recinte castral de Tamarit hi trobem restes del castell, l'església, alguns habitatges i espais lliures, tots al voltant d'una plaça i envoltats per una muralla, molt evident a l'oest. La torre de planta quadrada que hi ha al costat de l'església està datada en època romànica; algunes altres construccions són d'època romànica i gòtica però moltes són restauracions posteriors. La torre quadrangular, que restà adossada a l'església quan aquesta s'amplià, mesura 4,65 m en la cara nord i era feta amb carreus escairats de 30 cm per 50 cm. El mateix aparell el trobarem a la nau lateral de l'església i a la paret oest de la sagristia. Tota la part sud de la torre fou reconstruïda amb aparell constructiu diferent i amb un talús a la base.
També pertany a la construcció original la finestra o porteta tapiada de la nau lateral de l'església. Té una amplada de 65 cm i s'acaba en un arc de mig punt amb nou dovelles. La primera torre de Tamarit pot ser dels segles xii o xiii.
Es conserven dos fragments de columnes, quatre capitells i una imposta. Un dels capitells presenta decoració geomètrica, una retícula romboïdal i és de pedra calcària fossilífera molt porosa; altres dos són figurats amb parelles de lleons i de grius afrontats, respectivament. Aquests són de pedra sorrenca o sauló. El quart capitell i la resta de peces no presenten cap ornamentació escultòrica.

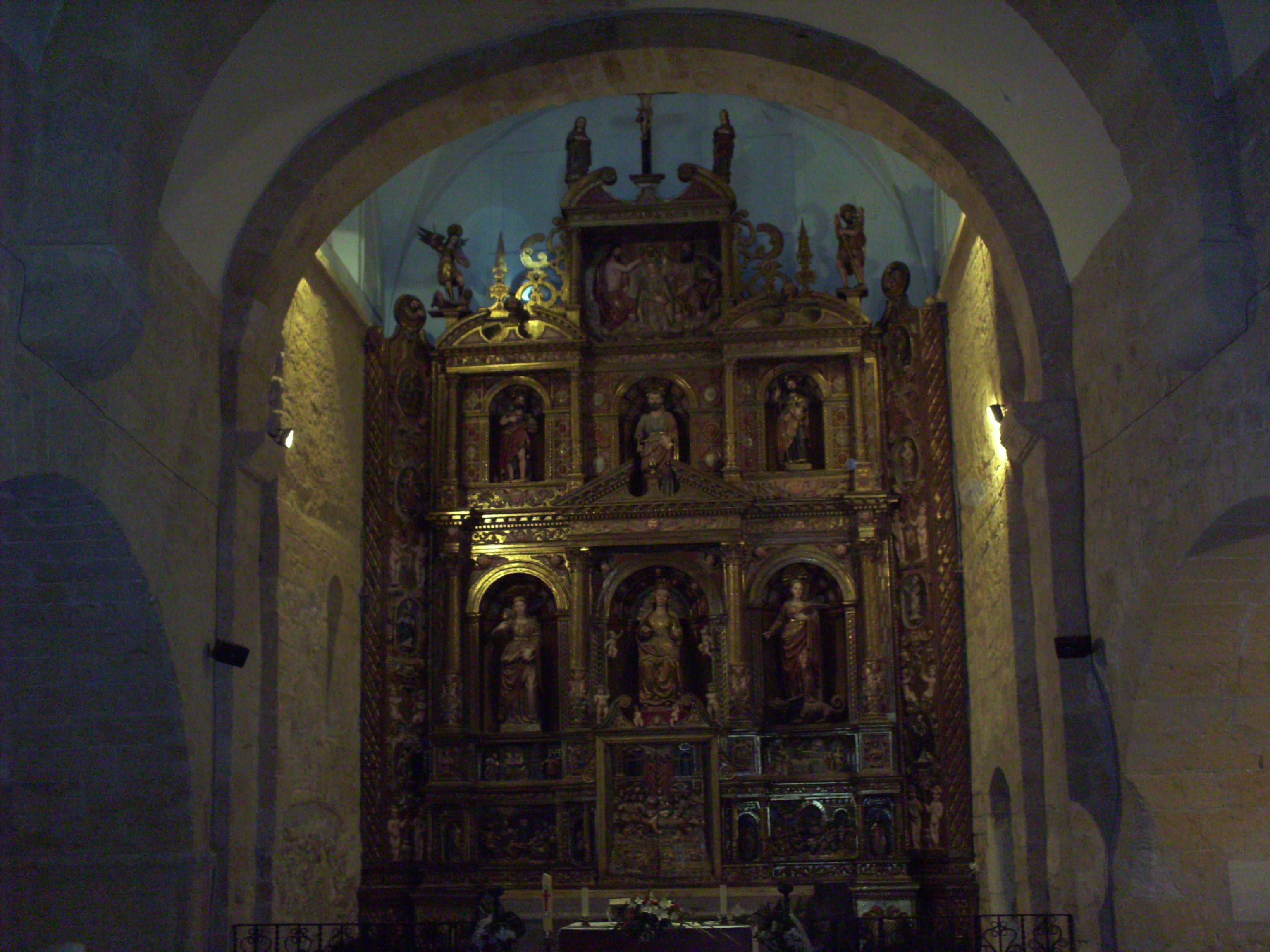
Interior de l'església de Santa Maria

## L'església de Santa Maria de Tamarit

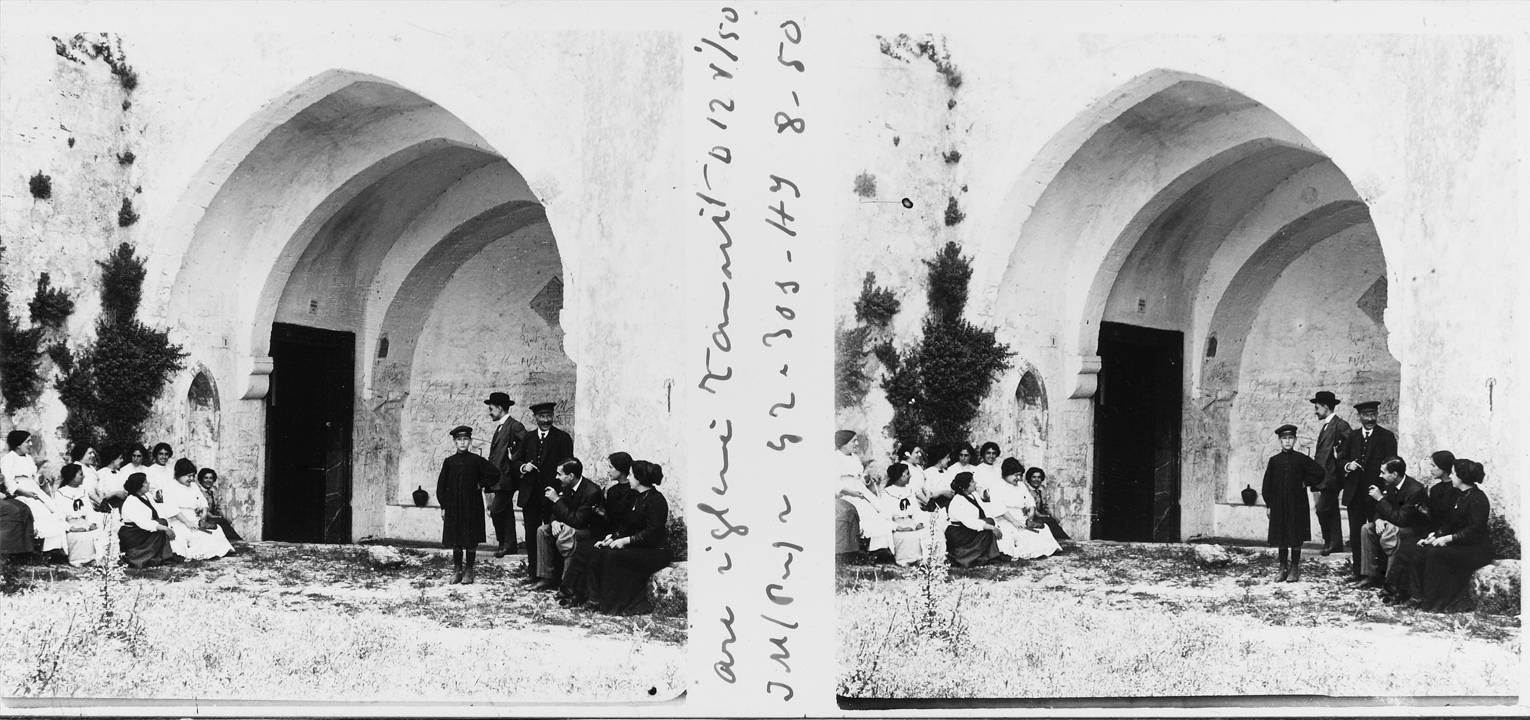
Entrada de l'església de Santa Maria de Tamarit el 1912

A l'interior del castell hi ha l'església de Santa Maria, una de les parròquies més antigues del Baix Gaià. Esmentada per primer cop l'any 1154 en una butlla de confirmació atorgada pel papa Anastasi IV on se l'esmenta com «ecclesiam de Tamarit», se sap, per diversos documents del segle xiii, que disposava d'un rector o clergue propi per als oficis litúrgics, i tenia com a sufragànies les esglésies de Santa Margarida de la Riera de Gaià i Sant Jordi d'Ardenya.
És un edifici del s. xii format per una nau de planta rectangular capçada per un absis carrat, al qual es van afegir sengles capelles a cada costat en època tardana. Una volta de canó apuntat cobreix la nau reforçada per dos arcs torals, mentre que l'absis, precedit d'un arc presbiteral, té una volta de creueria d'època posterior. Conserva diverses finestres de doble esqueixada, algunes ara tapiades. A la capella situada a la dreta de l'absis, dedicada a sant Jaume, hi ha una làpida sepulcral de marbre blanc amb l'epitafi d'Arnau de Tamarit, cavaller, fundador de la capella i mort el 1282. A la part inferior de la làpida hi ha dos escuts amb un tamariu i tres olives respectivament, al·lusius a Tamarit i Montoliu.